# Histoire de la Syrie

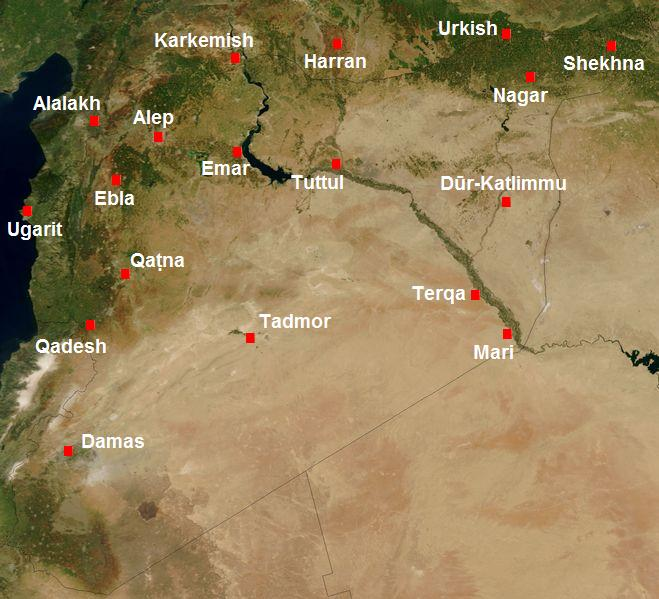
La Syrie et ses voisins au second millénaire avant notre ère.

 (mars 2012).
Si vous disposez d'ouvrages ou d'articles de référence ou si vous connaissez des sites web de qualité traitant du thème abordé ici, merci de compléter l'article en donnant les références utiles à sa vérifiabilité et en les liant à la section « Notes et références ».
L'histoire de la Syrie est connue par sa situation exceptionnelle. C'est un territoire de transition au carrefour de plusieurs mondes : la Méditerranée, la Mésopotamie, la Perse, l'Inde, l'Asie mineure, les terres du Caucase, et l'Égypte. La Syrie de l'antiquité s'étendait sur un territoire beaucoup plus vaste que le territoire syrien mais l’actuel. La Syrie était traversée par les plus importantes voies commerciales, entre l'Europe, la Chine (route de la soie) et l'Inde.
L'homme de la terre syrienne a peut-être découvert, pour la première fois de l'histoire de l'humanité, au Tell Abu Hureyra, l'art de cultiver, d'associer l'eau et le grain de blé, pour multiplier les épis et ce en parallèle au début des cultes modernes (vénération de morts) amenant la construction de temples ce qui pousse l'Homme à se sédentariser, à construire des maisons, à prendre conscience de son être, à invoquer le ciel avec les premières incantations mythologiques et religieuses, à s'essayer au dessin, à la sculpture et à la décoration.
C'est également en Syrie que l'homme découvrit comment utiliser le cuivre, comment le façonner et en réaliser un alliage : le bronze. Dès le IIIe millénaire av. J.-C. les Syriens construisaient des palais, créaient des fresques et connaissaient un essor culturel et commercial remarquable.
La Syrie a eu une part importante dans l'histoire du christianisme et dans ses débats. À travers ses routes sont passés les pèlerins vers les grands centres religieux, les croisés et les caravanes de la soie et des épices.
La Syrie de l'antiquité fut un champ de bataille entre les grands peuples voisins. Les habitants des nombreux petits royaumes qui se sont développés en Syrie descendaient de peuplades sémites connus sous le nom d'Amorrites, de Cananéens, de Phéniciens (zone côtière), d'Araméens (hautes terres) de Ghassanides et de Nabatéens (au sud).

## Préhistoire et protohistoire
- Kébariens : 17000 à 12000 av. J.-C.
- Natoufiens : 10000 à 8000 av. J.-C.
- Néolithique précéramique : 8000 à 7000 av. J.-C.
- Néolithique céramique : 7000 à 6000 av. J.-C.
- Culture de Halaf : 6000 à 4500 av. J.-C.
- Culture d'Obeïd : 4500 à 3500 av. J.-C.
- Période d'Uruk : 3700 à 2900 av. J.-C.

### Paléolithique
Les premières traces humaines (industrie lithique) en Syrie datent du Paléolithique inférieur (Acheuléen ancien - environ -800 000 ans) et ont été découvertes dans la vallée du Nahr el-Kebir.
En 1996, un fragment de crâne d'Homo erectus de 450 000 ans a été découvert à Nadaouiyeh Aïn Askar. Il a été décrit comme l'un des plus importants fragments de crâne du Moyen-Orient, montrant des caractéristiques de l'Extrême-Orient et nous donne de précieuses connaissances sur les premières migrations et origines humaines.
Un des sites clé du Paléolithique moyen est le site de Dederiyeh près de Afrine à 400 km au nord de Damas. Le 23 août 1993, une équipe d'archéologues Syriens et Japonais a trouvé des ossements humains fossilisés dans la grotte de Dederiyeh. Ces ossements étaient ceux d'un enfant Néandertalien, âgé approximativement de 2 ans, qui vivait au Paléolithique Moyen (entre -200000 ans et -40000 ans). Bien que beaucoup d'ossement de Néandertaliens avaient déjà été découverts, c'était la première fois qu'un squelette presque complet d'enfant était découvert dans l'état original dans lequel il était au moment de l'inhumation.
Le site de Umm el-Tlel dans le bassin d'El Kowm en Syrie centrale a livré un fragment de crâne probablement d’un Homo sapiens archaïque dans une couche du Paléolithique moyen. La Syrie a donc dû voir la cohabitation de Néandertaliens et d'Homo sapiens.
Le Paléolithique supérieur est représenté lui aussi sur le site de Umm el-Tlel où des industries aurignaciennes datées de 30 000 BP ont été retrouvées.

### Epipaléolithique
De 12000 à 8000 av. J.-C. le Levant voit l'avènement de nouvelles civilisations qui représentent la première étape de la vie sédentaire. Il s'agit d'abord du Kébarien présent à Yabroud et ensuite du Natoufien qui voit l'apparition d'installations sédentaires qui sont de véritables villages et qui comprennent des maisons, des silos, des foyers et des tombes. On connaît aussi avec le Natoufien les premières manifestations artistiques et religieuses. Le Natoufien a été identifié à Yabroud et Mureybet.

### Néolithique
La Syrie fait partie du croissant fertile, et, il y a approximativement 10 000 ans, elle est l'une des régions qui a vu l'agriculture et l'élevage apparaître dans le monde pour la première fois. En particulier, le site archéologique de Mureybet comprend les couches suivantes : la culture Natoufia (pre-Néolithique), la culture Néolithique précéramique A et la culture Néolithique précéramique B (invention de l'agriculture et de l'élevage mais absence de céramique). Des restes d'outils en obsidienne venant d'Anatolie montrent le développement des premières relations commerciales.
Le début du VIe millénaire voit la généralisation de la céramique. Un des sites remarquables de cette période se trouve dans la plaine d'Amouq, en Syrie littorale.
Le Néolithique tardif et l'âge du Bronze voit apparaître la ville de Emar dans laquelle ont été découvertes des tablettes d'argile d'écriture cunéiforme principalement écrites en akkadien.

### Civilisations chalcolithiques
La Culture de Halaf (6000 à 4500 av. J.-C.) et la Culture d'Obeïd (4500 à 3500 av. J.-C.) développent la céramique peinte et fabriquent les premiers objets en cuivre.

### L'époque proto-urbaine
La deuxième moitié du IVe millénaire voit le développement dans le sud Mésopotamien de la première ville du monde: la ville d'Uruk. Cette ville a influencé la Syrie mésopotamienne. Des fouilles ont permis la découverte de villes influencées par Uruk : Hamoukar, Habuba Kebira et Jabal Aruda. Ces sites ont montré les premières tentatives d'écriture.

## Antiquité

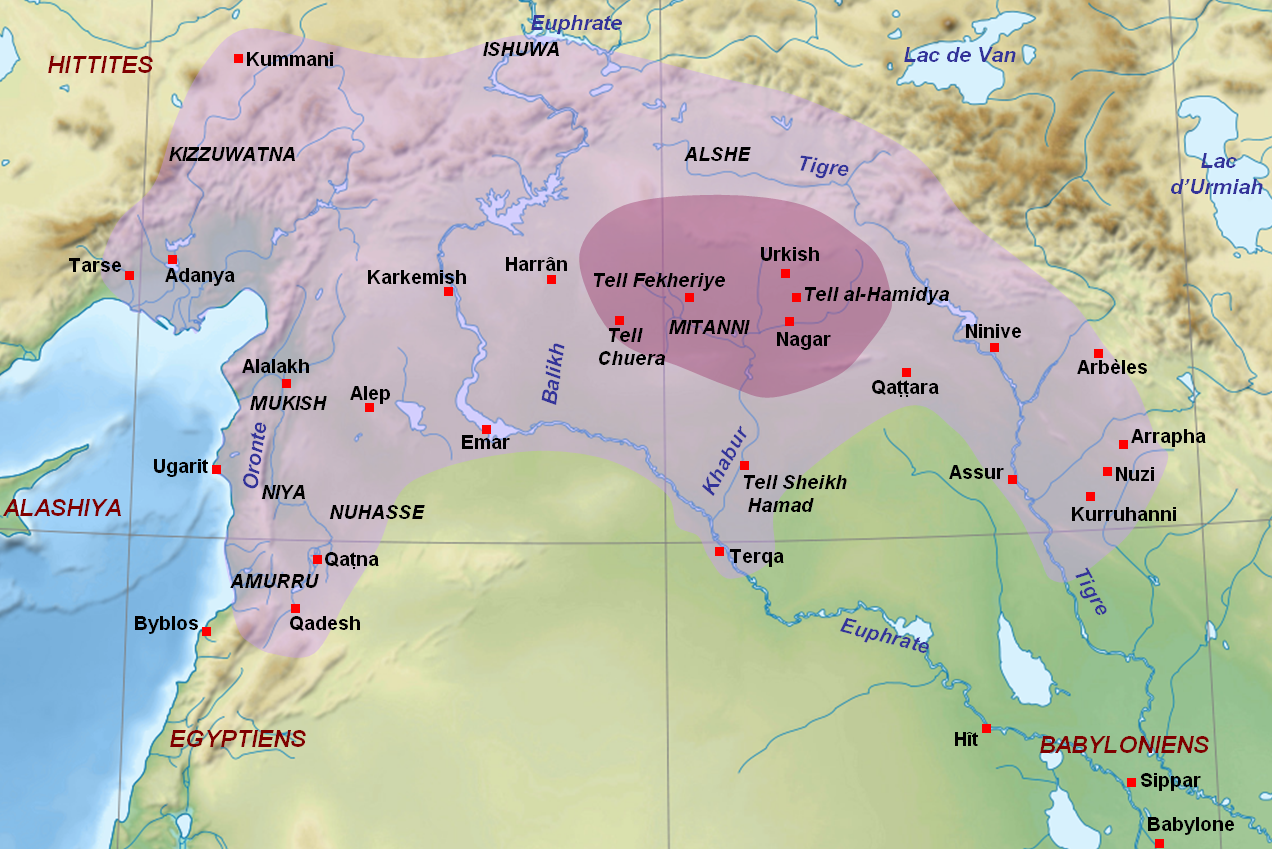
Mittani, vers -1450.
Syrie hittite, vers -1300.
Royaume médio-assyrien, vers -1250.
Effondrement de l'âge du bronze récent, vers -1200.
États néo-hittites, vers -800.

### Haute Antiquité

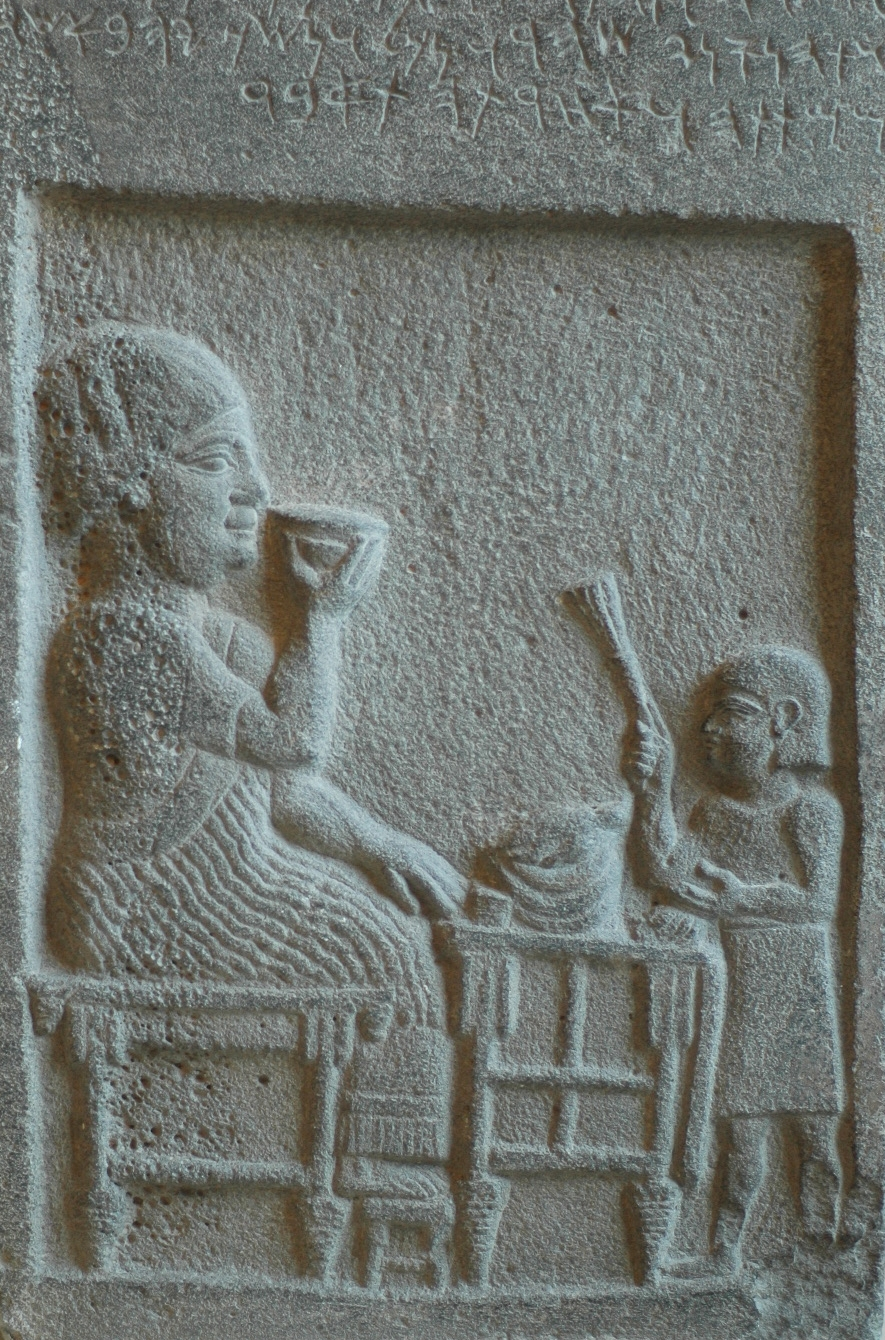
Stèle funéraire du prêtre assyrien Si`Gabbor, VIIe siècle av. J.-C.

- Ebla, Emar, Kadesh, Yamhad, Qatna, Ougarit, Karkemish

Les ruines d'Ebla, proche d'Idlib dans le nord de la Syrie ont été découvertes en 1975. Ebla a été une cité-état parlant une langue sémitique et fondée environ 3000 AEC. À son apogée, de 2500 à 2400 AEC (av. J.-C.), elle a pu contrôler un empire allant du nord de l'Anatolie, à l'est de la Mésopotamie et au sud de Damas. Ebla commerçait avec les villes mésopotamiennes de Sumer et Akkad, avec l'Assyrie aussi bien que les peuples du nord-ouest. Des cadeaux envoyés par les pharaons trouvés pendant les fouilles montrent qu'Ebla était aussi en contact avec l'Égypte. Les chercheurs pensent que la langue parlée à Ebla était proche de la langue sémitique akkadienne de Mésopotamie et est une des plus vieilles langues écrites connues.
- Mari, période sumérienne : 2900-2600 av. J.-C.
- Mari, rois locaux : 2600-2350 av. J.-C.
- Eblaïtes : 2400-1850 av. J.-C.
- Akkadiens : 2300-2050 av. J.-C.
- Babyloniens : 2000-539 av. J.-C.
- Cananéens de l'intérieur : 1900-538 av. J.-C.
- Cananéens de la mer : 1900-64 av. J.-C.
- Assyriens : 1700-1276 av. J.-C.
- Mittanni
- Hittites : 1600-1190 av. J.-C. : bataille de Qadesh (1287) entre Hittites et Égyptiens pour le contrôle de la Syrie
- Peuples de la mer : 1200-732 av. J.-C. qui dévastent le littoral
- Royaumes syro-hittites
- Araméens : 1200-732 av. J.-C. qui établissent de petites principautés de la vallée de l’Oronte à celle de l’Euphrate.
  - Vers l'an 1000 av. J.-C., Aram-Damas est fondé et va demeurer longtemps indépendant, et avoir un grand rayonnement.
  - Les armées assyriennes de Teglath-Phalasar III (744-727 av. J.-C.), après avoir pris Damas en -732, occupent toute la région, mettent la main sur les petites principautés, et chassent les Araméens qui s'étaient établis sur le trône de Babylone.
- Chaldéens : 612-561 av. J.-C.
  - Nabuchodonosor II (605-562 av. J.-C.), de la Xe dynastie de Babylone, s’établit sur les restes de la puissance assyrienne, et étend son pouvoir jusqu’à Jérusalem. Il fait de sa langue, l’araméen, l’idiome de tous les peuples sous sa domination.

### Époque achéménide
- Perses : 538 à 333 av. J.-C.
  - En 539 av. J.-C., Cyrus le Grand est accueilli en libérateur par les peuples syriens sous le joug babylonien, il dévaste l’empire chaldéen, et la Syrie passe administration des satrapes des Grands Rois pendant deux siècles.

### Époque hellénistique
Alexandre le Grand annexe la Syrie à son empire en (333-332 av. J.-C.). Après la mort du grand conquérant, le pouvoir échoit à Séleucos Ier Nicator, l’un de ses généraux qui fonde la dynastie des Séleucides et la civilisation grecque va se diffuser dans le pays. ce roi créera de nouvelles villes comme Antioche, dont il fait sa capitale, Laodicée (Lattaquié) et Doura Europos.
- Sous la domination grecque, la Syrie connaît une grande période de prospérité économique et culturelle.
- Tétrapole syrienne hellénistique
- Nabatéens : 159 av. J.-C. à 106 apr. J.-C.

### Époque romaine
- Période romaine : 64 av. J.-C. à 330 apr. J.-C.

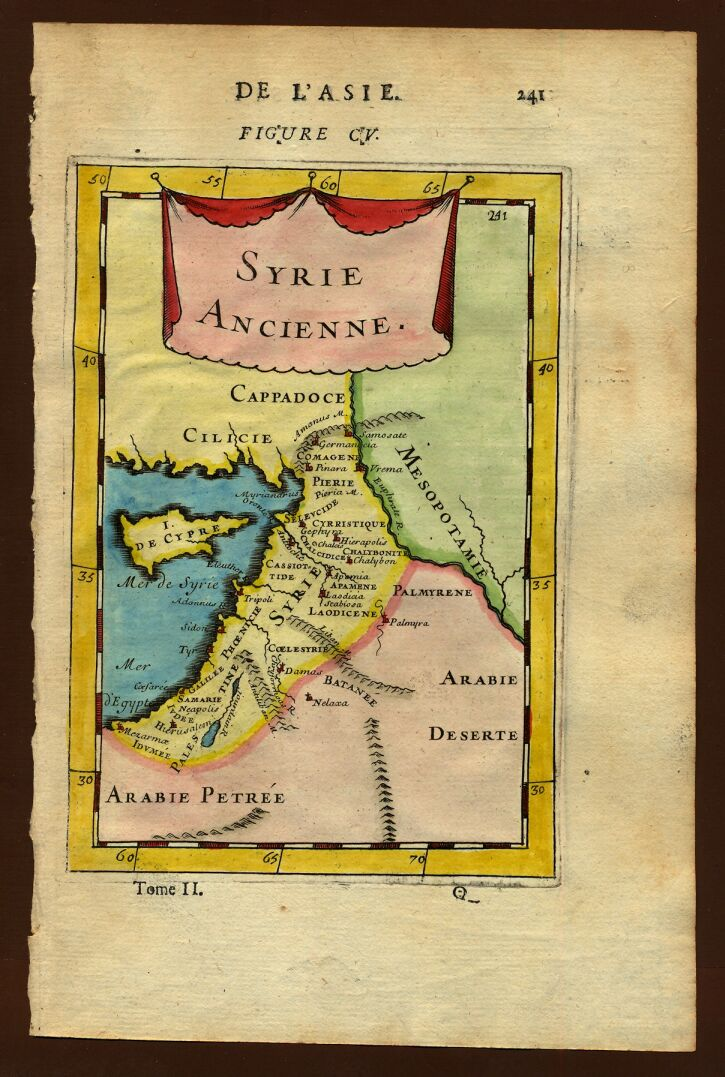
Carte de la Syrie au I, Description de L'Univers,
Alain Manesson Mallet, 1683.

  - Pompée venu en Orient vaincre les Parthes fait la conquête de la Syrie, qui devient une province romaine en 64 av. J.-C.
  - Sous la domination romaine, la Syrie continue à connaître une grande période de prospérité économique et culturelle.
    - Syrie (province romaine) (de -64 à 194)
    - Cœlé-Syrie et Syrie-Phénicie (province romaine) (de 194 à 390 environ)

  - de 266 à 272, Zénobie, candidate à l'empire romain à Palmyre, tente de prendre le contrôle du monde romain, elle y parvient, mais est finalement vaincue par Aurélien, en 272, et emmenée à Rome pour orner le triomphe de son vainqueur. (Palmyréniens : 600 av. J.-C. à 272 apr. J.-C.)
- Classis Syriaca (it) (Flotte romaine de Syrie)
- Strata Diocletiana (Route de Dioclétien)
- Limes Arabicus, Limes d'Orient (it) (de Trabizonde à Eilat)
- Juifs arabes, Chrétiens arabes
- Tanukhides (de -196 à 1100), Lakhmides (300-602), Salihides (ou Zokomides, 350-550)
- Ghassanides : 100 à 635 ou 220-638)

Syriens célèbres de cette époque :
- Apollodore de Damas (50-129), architecte de l'empereur Trajan
- Élagabal (218-222), empereur romain
- Sévère Alexandre (222-235), empereur romain
- Philippe l'Arabe (244-249), empereur romain
- Julia Domna, deuxième épouse de l'empereur romain Septime Sévère
- Septimia Bathzabbai Zénobie, reine de Palmyre de 267 à 272.
- Anicet, 11e pape (155?-166?)
- Libanios (314-393), rhéteur.

### Époque de l'Empire romain d'Orient

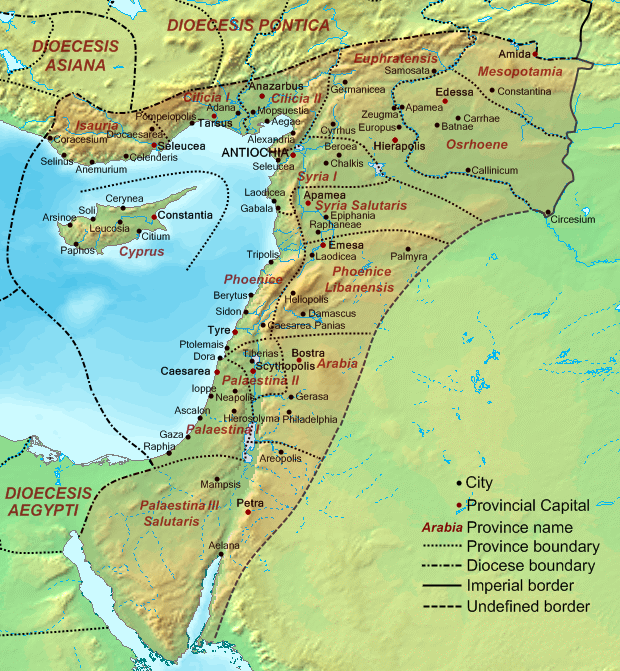
Diocèse d'Antioche, diocèses d'Orient, vers 400.

Après la division de l'Empire romain, la Syrie, rattachée à l'Empire romain d'Orient en 395, continue à connaître la prospérité économique, mais elle est traversée par les débats théologiques qui se déroulent dans l'Église d’Antioche, et devient le terreau d’hérésies comme le nestorianisme et le monophysisme.
Syriens célèbres de cette époque :
- Mavia (reine) (?-425)
- Jean V, 82e pape (685-686)
- Serge Ier, 84e pape (687-701)
- Sisinnius, 87e pape (708)
- Constantin, 88e pape (708-715)
- Grégoire III, 90e pape (731-741)
- Saint Jean Damascène ou Jean Mansour, (v. 675-749)
- Guerres byzantino-perses

## Moyen Âge

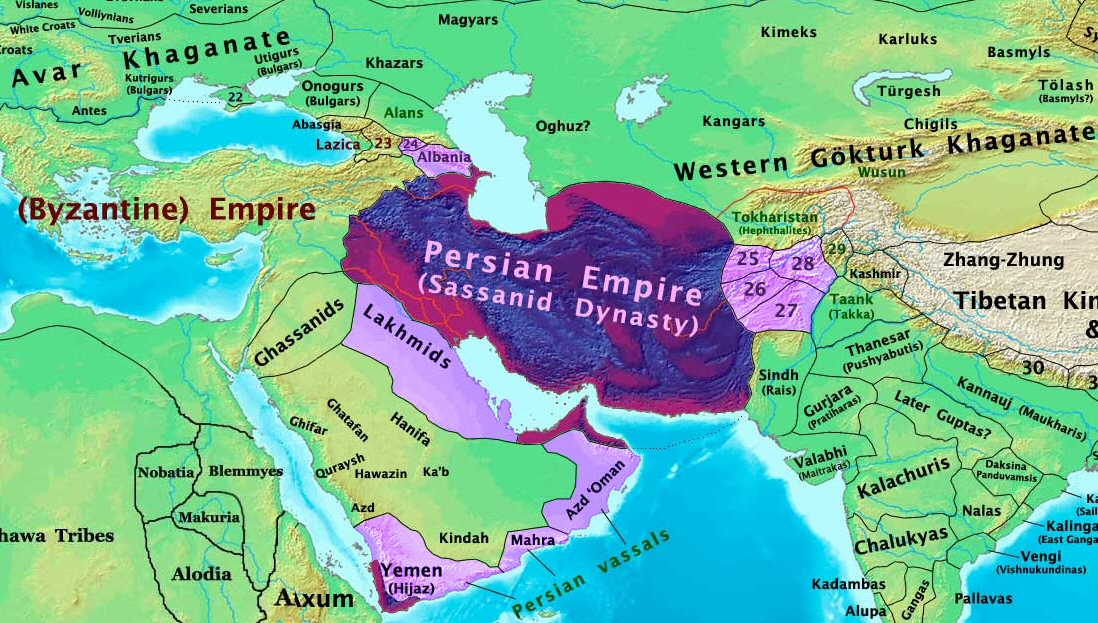
Proche-Orient vers 600.
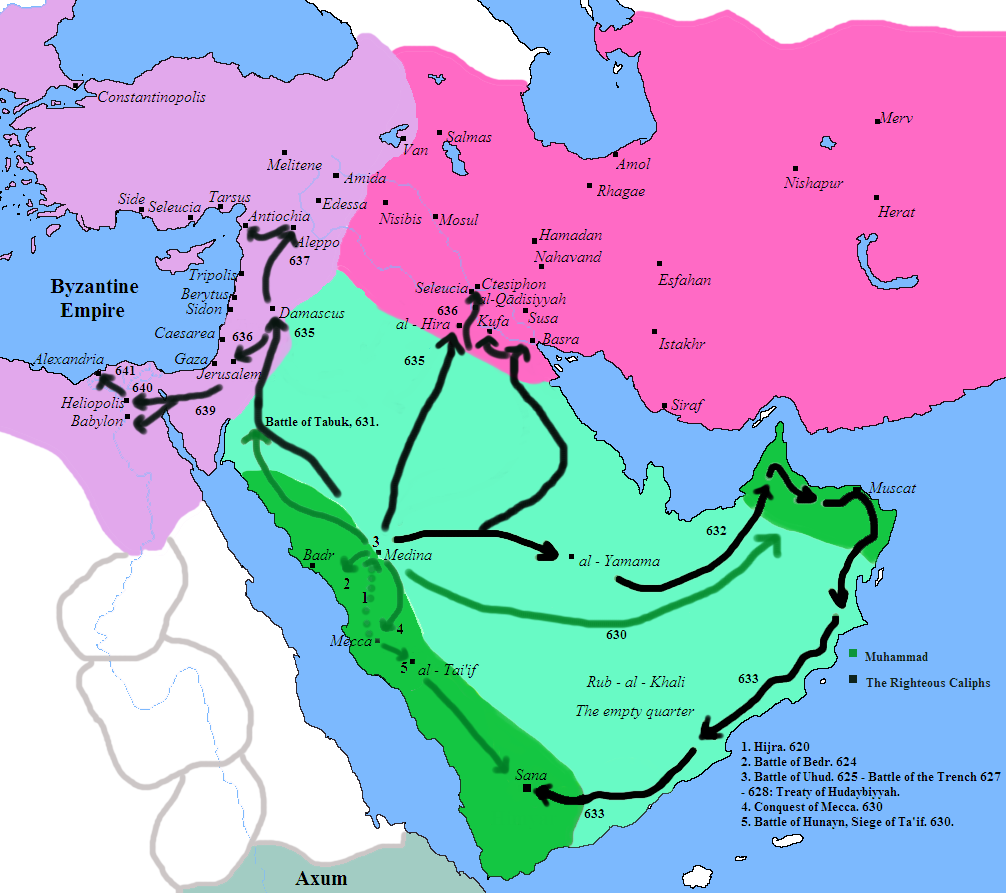
Expansion de l'islam en 620-630.
Campagnes musulmanes en 637-638.
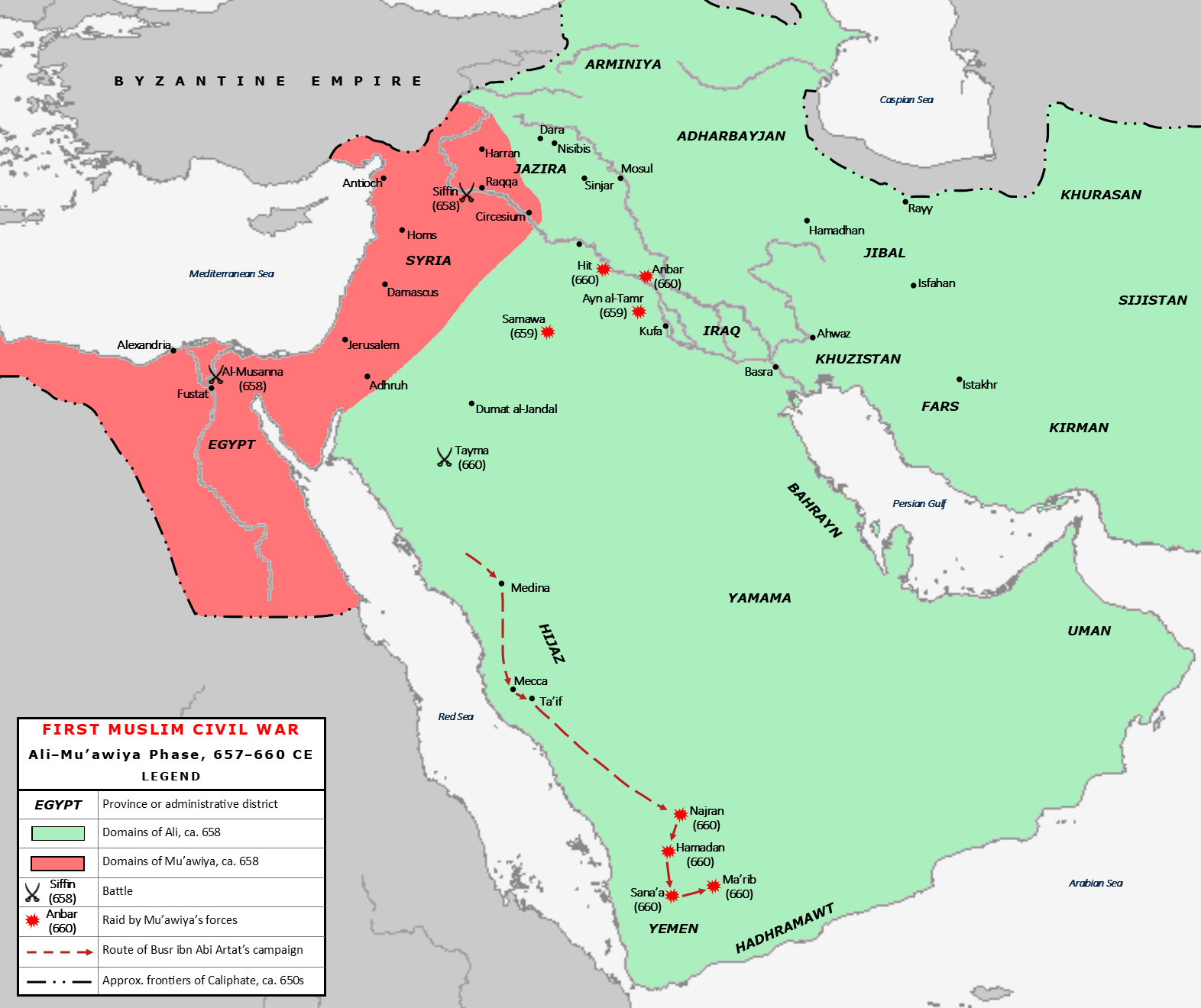
Grande discorde, 656-661.

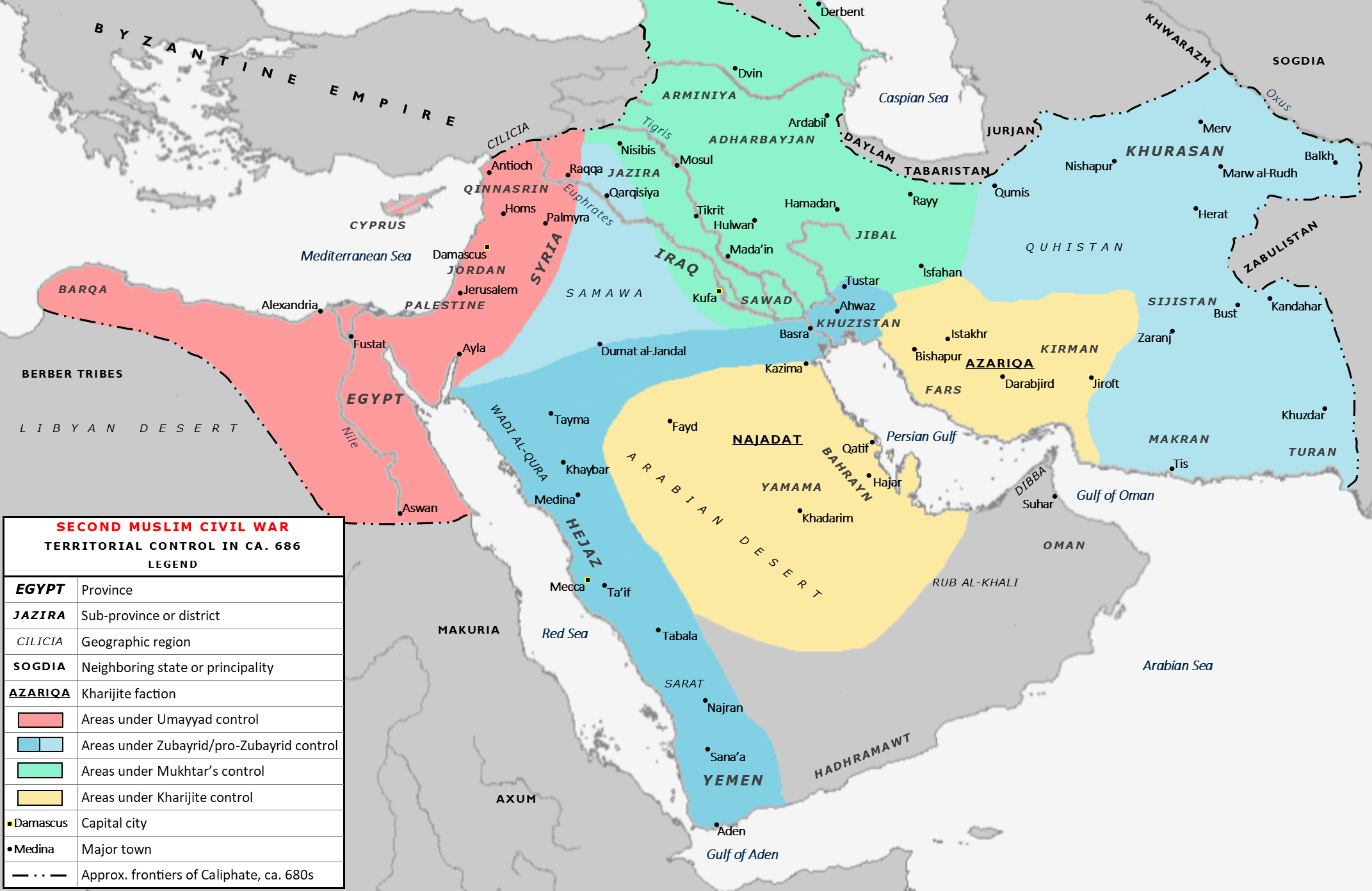
Monde musulman vers +686 (deuxième Fitna).
Bilad el-Cham (province de l'empire musulman) vers 850.
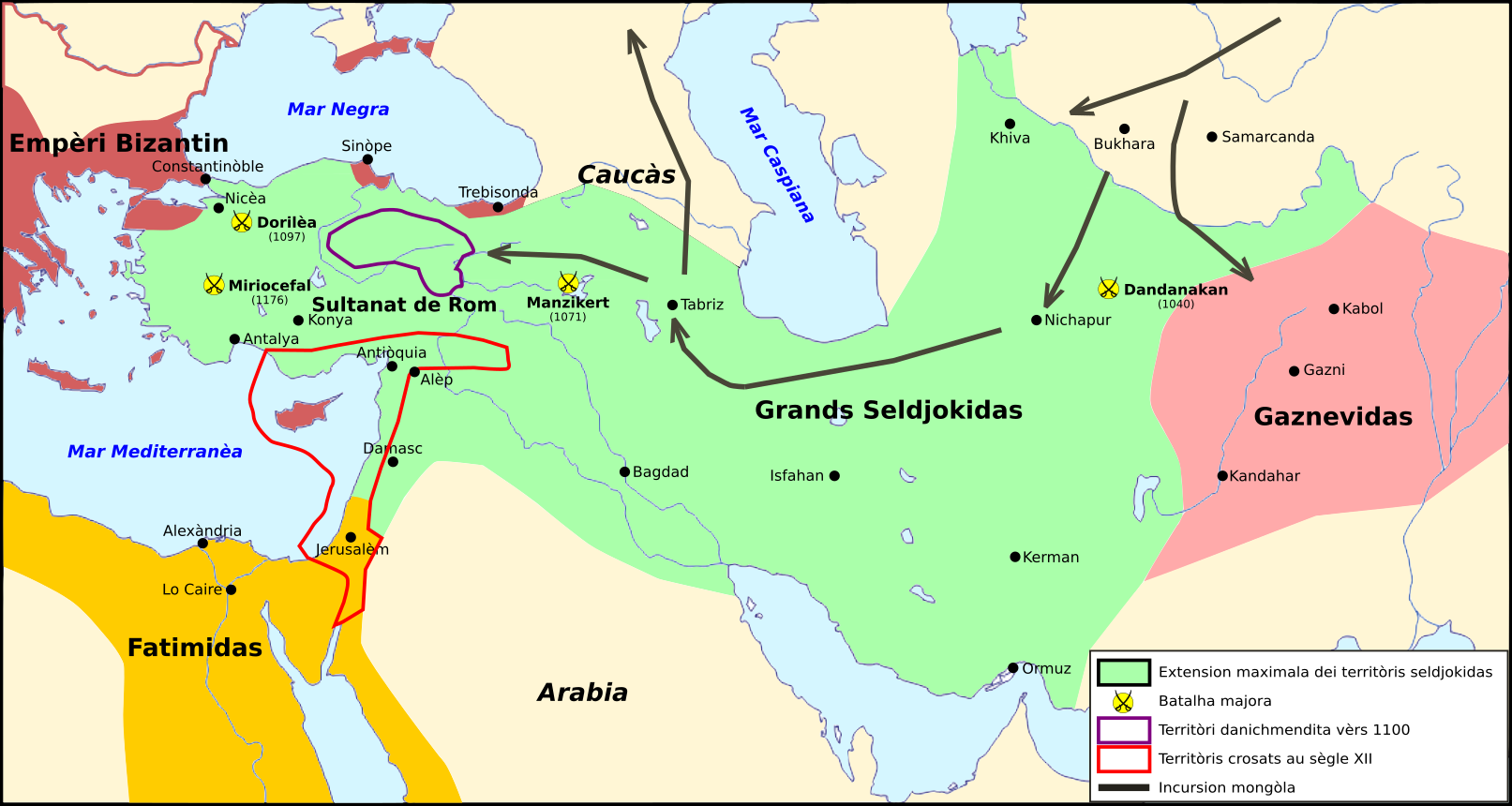
Sultanat de Roum (1077-1377) vers 1077.

### Conquête arabo-musulmane
La Syrie est conquise par le calife Omar au VIIe siècle. La Syrie est le théâtre des guerres arabo-byzantines.

### Des Omeyyades aux Abbassides
- Omeyyades (661 à 750) firent de Damas la capitale
- Abbassides (750 à 1258) délaissèrent Damas pour Bagdad,

### Fatimides
- Fatimides : 968 à 1075

### Seldjoukides, Croisés, Ayyoubides

Proche-Orient avant les croisades, vers 1095.

- Seldjoukides : 1075 à 1174
- Croisés : 1096 à 1187
- Ayyoubides : 1174 à 1259

### Mamelouks
- Mamelouks : 1255 à 1516-1517[4],[5]

## Histoire moderne et contemporaine

Syrie ottomane, vers 1900.

### La Syrie ottomane
La Syrie est conquise par le sultan ottoman Sélim Ier en 1516. Elle sera d'abord divisée en pachaliks.
À partir des années 1832 à 1840, Méhémet Ali tenta de secouer le joug de l'Empire ottoman.
En 1840 a lieu l'affaire de Damas contre les populations juives à la suite de la disparition d'un moine capucin. Au cours de cette période, les firmans (décrets) de la Sublime Porte de 1839 et, de manière plus décisive, de 1856 - égalisent le statut des sujets musulmans et non musulmans. Les premiers, ressentant cette perte de supériorité, ont régulièrement agressé et massacré les communautés chrétiennes - à Alep en 1850, à Naplouse en 1856, à Damas et au Liban en 1860. Parmi les conséquences à long terme de ces conflits internes seront l’émergence d’un Liban dominé par les chrétiens dans les années 1920 et 1940 et la profonde scission entre les Arabes palestiniens chrétiens et musulmans face à l’afflux sioniste après la Première Guerre mondiale.
Le massacre de milliers de civils chrétiens lors du conflit au Liban en 1860 entraîne l'envoi d'un corps expéditionnaire par les puissances européennes. Sous une pression européenne croissante, principalement de la France, un décret ottoman de 1861 transforme le caïmacanat, l'ancien régime fondé sur un régime religieux qui a conduit à la guerre civile, en un Moutassarifat du Mont-Liban, gouverné par un mutasarıf qui, selon la loi, devait être un chrétien non libanais. Il a pour conséquence l'autonomie du Liban vis-à-vis de Damas.
Dès 1860, l'ouverture vers l'Occident entraîna un renouveau culturel et la prise de conscience d'une identité et le développement d'un nationalisme arabe.
Cherchant des appuis pendant la Première Guerre mondiale, les Britanniques promirent l’indépendance du pays en cas de victoire sur l’Empire ottoman. Cependant, le 16 mai 1916, le Royaume-Uni et la France conclurent des accords secrets, les accords Sykes-Picot, par lesquels elles se partageaient les terres arabes sous domination ottomane. Cet accord résulte d'un long échange de lettres entre Paul Cambon, ambassadeur de France à Londres, et Sir Edward Grey, secrétaire d'État au Foreign Office. Par la suite, un accord ultra-secret fut conclu à Downing Street entre Sir Mark Sykes pour le Royaume-Uni et François Georges-Picot pour la France portant sur le partage de l'espace compris entre la mer Noire, la Méditerranée, la mer Rouge, l'océan Indien et la mer Caspienne (Accords Sykes-Picot).
Britanniques et Arabes participèrent à la prise de Damas en 1918. L’année suivante, les forces britanniques se retirèrent de la zone, cédant son contrôle aux troupes françaises.

### La tentative d'indépendance

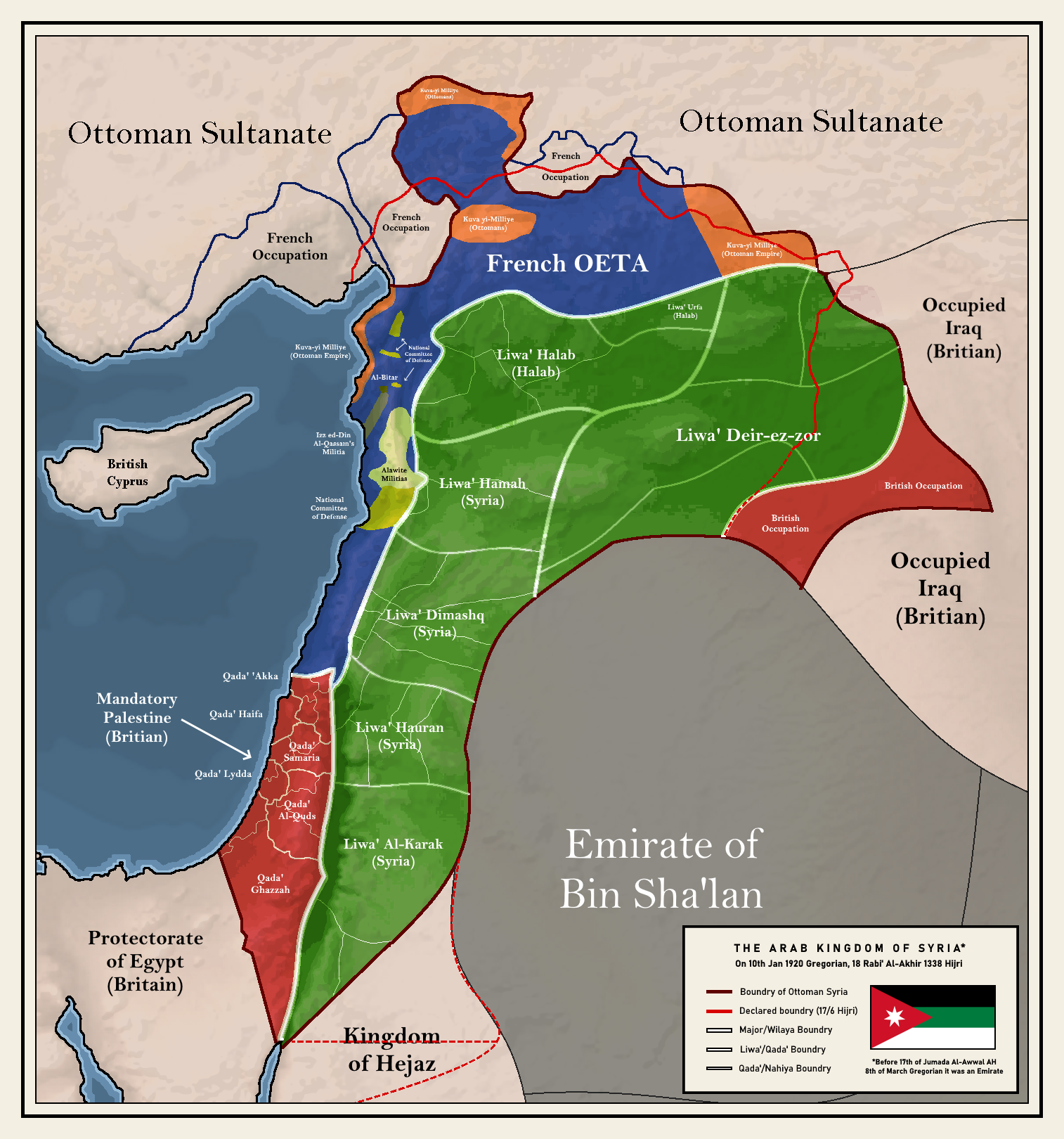
Royaume arabe de Syrie, vers 1920.

Toutefois, les nationalistes syriens, organisés depuis la fin du XIXe siècle, espéraient la création d’une Syrie indépendante, incluant la Palestine et le Liban. En 7 mars 1920, le Congrès national syrien (en) (élu en 1919) proclama unilatéralement l’indépendance du pays. Celui-ci devint une monarchie constitutionnelle dirigée par le fils de Hussein, le prince Fayçal.
En avril 1920 pourtant, la Conférence de San Remo confirma les accords Sykes-Picot et le contrôle français de la Syrie et le Liban, et décida de les transformer aux mandats plus tard, lesquels devaient rapidement aboutir, du moins en théorie, à l’indépendance des deux territoires.
Fayçal décide de collaborer avec les Français, mais refusant de se soumettre, son ministre de la guerre Youssef al-Azmeh décide de mener une ultime bataille avec ses hommes face aux troupes du général Gouraud. Ils sont battus en une journée à la Bataille de Khan Mayssaloun le 24 juillet, et les Français entrent à Damas le lendemain. Fayçal est alors contraint à l’exil, trouvant refuge en Irak, où il sera couronné en 1921. Ce fut alors l'effondrement du « grand projet arabe » qui devait rassembler autour de Damas les terres arabes autrefois placées sous contrôle ottoman.

### Le Mandat français

Carte du mandat français en Syrie et au Liban.

Alors qu'elle avait été hostile envers les Turcs, la population syrienne développa rapidement un sentiment antifrançais.
Le mandat français sur la Syrie fut organisé en un « Grand Liban » composé de quatre provinces: les sandjaks de Damas et d'Alep, l'État alaouite (1920), et l'État du djebel druze (1921), auxquels s'ajouta, en mars 1923, le sandjak d'Alexandrette (au nord) détaché d'Alep et peuplé en partie d'une minorité turque. La même année, le général Gouraud créa la Fédération syrienne, qui regroupait Damas, Alep et l'État alaouite, sans le Djebel druze, ni Alexandrette. En 1924, l'État alaouite en fut également séparé. De 1925 à 1927, le Djebel druze entra en état d'insurrection : c'est la Grande révolte syrienne de 1925-1927 dirigée par le sultan el-Atrache. Le général Sarrail y fut chargé de rétablir l'ordre. La répression française entraîne la mort de 10 000 Syriens ; côté français, 4 000 soldats (pour la plupart africains) sont tués.
Soutenus par la France, les Maronites bénéficièrent en 1926 de la création de la République libanaise en lieu et place du « Grand Liban ».
Sachant la fin du mandat proche, la Turquie indiqua dès 1936 qu'elle n'accepterait pas que la minorité turque du Sandjak d'Alexandrette passe sous autorité syrienne. Pour ménager la Turquie en cas de guerre avec l'Allemagne et protéger ses intérêts dans la région, la France céda le Sandjak d'Alexandrette qui devint la province du Hatay.
Toujours rattachée à la France, la Syrie passa sous contrôle du gouvernement de Vichy en juillet 1940. En 1941, les forces françaises libres et les Britanniques chassèrent le général Dentz, haut-commissaire du Levant. Le général Catroux, au nom de la France libre, reconnut officiellement l’indépendance de la Syrie, mais les troupes franco-britanniques demeurèrent sur le sol syrien. En mai 1945, pour réprimer le mouvement indépendantiste, de Gaulle envoie des troupes et donne l'ordre à l'aviation française de bombarder Damas le 29 mai. Mais les Britanniques s'opposent à ces opérations. Les Français ne se retirèrent totalement du Liban et de la Syrie qu’en 1946. Cette même année, la Syrie devint membre des Nations unies.

### La République syrienne indépendante

Carte du Moyen-Orient moderne.

À l'indépendance, en 1943, Choukri al-Kouatli est élu comme premier président de la république. Il obtient le retrait définitif des troupes françaises en avril 1946. Sous sa direction, le pays prend part à la première guerre contre l'établissement de l'État d'Israël en 1948.
La défaite subie engendre l'instabilité politique. Shukri al-Kuwatli est renversé par un coup d'État militaire de Housni al-Zaïm, en mars 1949. Ce coup d'État est suivi par d'autres, alimentés par l'opposition entre une faction pro-irakienne de l'armée et une autre faction pro-égyptienne.
En 1955, après le retour de la démocratie, Choukri al-Kouatli est de nouveau élu président, un poste à l'époque largement honorifique. Sous l'influence des pro-égyptiens, il signe en février 1958 l'union avec l'Égypte de Nasser, qui dure de 1958 à  1961 (R.A.U.: République arabe unie).
Rapidement, les espoirs suscités par Nasser en Syrie sont déçus. En effet, la « province du nord » est rapidement dominée par des officiers égyptiens, qui y imposent leur mode de gouvernement, transformant la Syrie en région périphérique du Caire. Cette période reste fondamentale pour la suite de l'histoire syrienne car le maréchal Abdel Hakim Amer, gouverneur de la province, installe durant ce cours laps de temps un appareil sécuritaire et répressif redoutablement puissant et efficace, dont les mécaniques seront réutilisés par la suite par les officiers baasistes.
De plus, c'est pendant cette période que se forme un groupe d'officiers baasistes exilés au Caire, comprenant parmi ses membres fondateurs Salah Jedid et Hafez el Assad, qui joueront dans les années post-RAU un rôle déterminant.
Cette tentative de communauté des États arabes échoue, et les conservateurs reprennent le pouvoir jusqu'au coup d'État de 1963, à partir duquel le Parti Baas syrien s'est assuré le gouvernement du pays, en s'adaptant aux évolutions politiques.

#### La Syrie baassiste

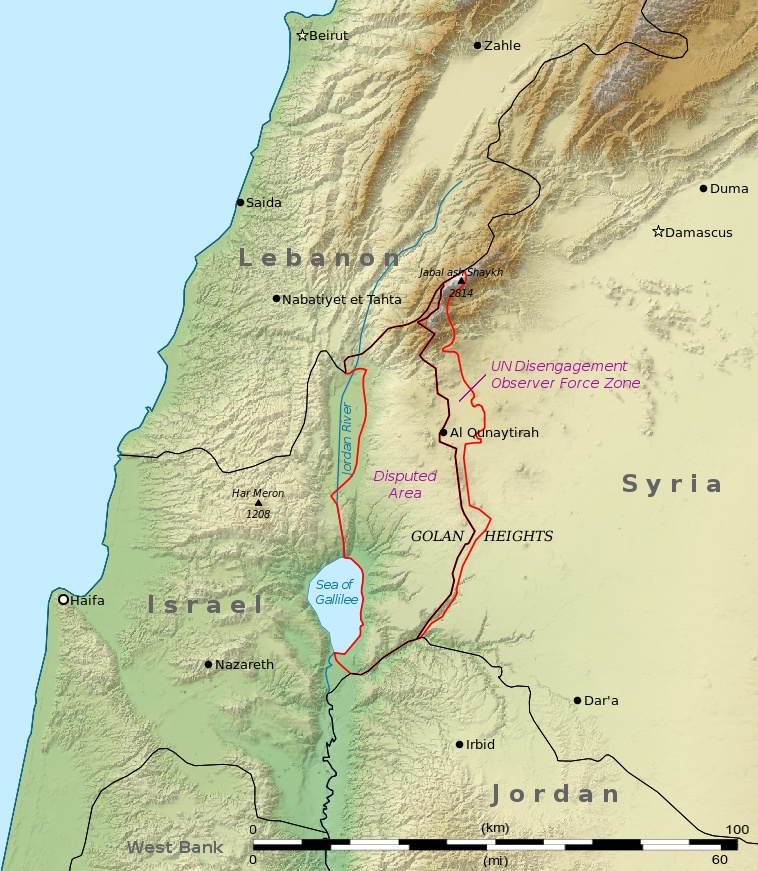
Le Golan occupé par Israël dès 1967 puis annexé, toujours considéré par l'ONU comme territoire syrien occupé, (indiqué ici comme « disputed area », « zone contestée »).

Un premier gouvernement « modéré » est renversé en 1966 par une faction du parti Baas pro-soviétique et extrémiste. La faction alors au pouvoir, menée par des personnalités comme Salah Jedid ou Hafez el-Assad, organise l'éviction des responsables civils historiques du Baas et radicalise le gouvernement, entraînant une escalade verbale antisioniste avec l'Égypte, qui conduit à la guerre désastreuse contre Israël en 1967, la guerre des Six Jours.
Le régime issu du coup d'état de 1966 est tiraillé entre deux factions : les partisans de Salah Jedid et ceux de Hafez el Assad. Salah Jedid est alors « l'homme fort » du régime, alors qu'Assad est ministre de la Défense. Après la guerre de 1967, la tension monte entre les deux camps. La crise ouverte éclate lors des événements de septembre noir en Jordanie. Salah Jedid, fervent partisan des fedayins, ordonne l'envoi d'un soutien militaire aux forces de l'OLP, alors que Hafez refuse de leur apporter un soutien aérien, ce qui force les troupes syriennes à faire marche arrière. Il est porté responsable de l'échec de l'opération en Jordanie lors d'un congrès extraordinaire du Baas en novembre 1970. Le 13 novembre, immédiatement après la clôture du congrès qui l'avait démis de ses fonctions, Hafez el Assad utilise ses appuis dans l'armée pour organiser un coup d'État et s'emparer du pouvoir, écartant définitivement Salah Jedid.
La libéralisation progressive de l’économie est engagée, tandis que le nouveau régime, consacré par la Constitution de 1973, tente de rompre l’isolement diplomatique du pays. Mais en 1973, une nouvelle guerre contre Israël - la guerre du Kippour - et la conquête et le contrôle du massif du Golan par les Israéliens plonge la Syrie dans de nouvelles difficultés politiques et financières, aggravées par l'intervention dans la guerre civile libanaise à partir de 1975.
En 1974, des tensions apparaissent entre la Syrie et l'Irak, à la suite de la construction du barrage de Tabqa sur l'Euphrate et aux reproches faits à la Syrie sur sa stratégie militaire dans la guerre du Kippour. Très vite, le conflit dégénère, et des troupes sont massées près des frontières. Une médiation soviétique et saoudienne empêche la guerre en 1975. Les relations entre la Syrie et l'Irak restent toutefois exécrables.
Dans les années 1980, le gouvernement syrien signe un traité d'amitié avec l'URSS, soutient l'Iran lors de son conflit contre l'Irak, et subit une forte opposition des mouvements de musulmans intégristes. Du fait du positionnement pro-soviétique du président Hafez el-Assad et de ses problèmes de santé, les États-Unis et la France croient, à cette époque, en une alternative possible avec le frère cadet d'Hafez, Rifaat el-Assad, lui-même vice-président de la République et patron des « Brigades de Défense », jugé pro-occidental. Il est depuis tombé en disgrâce et vit souvent en France.
En 1985, la Syrie obtient le retrait israélien de la plus grande partie du Liban. En février 1987, elle dépêche 7 000 hommes en renfort dans le secteur musulman de Beyrouth pour rétablir l’ordre, et opère la réunification de la capitale libanaise. L'Accord de Taëf, en 1989, consacrent la tutelle exercée de fait par la Syrie au Liban. En mai 1991, le gouvernement syrien et le gouvernement libanais signent un traité d’amitié et de coopération précisant que leurs deux pays appartiennent à une « même nation ». La présence militaire syrienne se poursuit au Liban.
Sur le plan interne, la Syrie doit faire face aux conséquences de sa politique régionale et internationale. En 1980-1982, le pays est la place de multiples affrontements entre les Frères musulmans qui veulent instaurer un régime politique islamique et les forces du régime de Hafez el-Assad. En 1982, ce dernier a pu écraser l'insurrection des Frères musulmans dans la ville de Hama. On déplore alors des milliers des victimes, notamment civiles lors du massacre de Hama. Par la suite le régime devient stable, mais au détriment du développement économique et social. En effet, le général Assad gère le pays avec des membres de sa famille et des proches de l'armée et du parti Baas, et la corruption est monnaie courante.
L'alliance déclarée du régime syrien avec le camp occidental contre Saddam Hussein lui vaut une sortie "honorable" de l'isolement sur la scène internationale. Grâce à cette alliance, Hafez el-Assad peut garantir la mainmise sur le Liban (neutralisation de la révolte de Michel Aoun en 1991), la consolidation de son régime, et même l'assurance de sa propre succession par son fils aîné Bassel el-Assad. Ironie du sort, celui-ci trouve la mort en 1994 lors d'un accident de voiture sur la route de l'aéroport de Damas. Il faut alors que le vieux général prépare son deuxième fils Bachar, alors ophtalmologiste en formation à Londres, pour l'accession au pouvoir.
En juillet 2000, après le décès de son père, Bachar el-Assad accède à la présidence comme prévu. Les observateurs remarquent alors qu'un vent de liberté politique commence à souffler sur le pays. Espoir vain. La vieille garde, représentée notamment par l'appareil sécuritaire du clan alaouite (d'obédience chiite) et quelques politiciens, comme le vice-président Abdel Halim Khaddam et le ministre des affaires étrangères Farouk el-Chareh, exercent des pressions considérables sur le jeune président pour mettre fin à cette liberté. Le printemps de Damas, dit-on, n'a duré que 8 mois. Les opposants pacifiques sont mis en prison. Et l'espoir du peuple de retrouver sa liberté est anéanti.
Après les attentats du 11 septembre 2001, la politique américaine change d'orientation, en commençant par la guerre contre le régime des Talibans en Afghanistan. Mais l'occupation américaine de l'Irak constitue la menace la plus grave pour la Syrie accusée par les Américains de fournir une aide aux insurgés irakiens. La Syrie est maintenant dans le collimateur des États-Unis. En outre, avec l'aggravation de la guerre en Irak, le pays doit faire face à une vague de réfugiés venus d'Irak.
Le 14 février 2005, le premier ministre libanais Rafiq Hariri est assassiné lors d'un attentat. La Syrie est soupçonnée d'être à l'origine de cet assassinat. Une fois plus, le régime de Bachar el-Assad doit faire face aux pressions internationales : arrêt des relations avec les États-Unis, refroidissement important avec la France, ralentissement des rapports avec l'Arabie saoudite et le reste des pays arabes. Les forces syriennes doivent quitter le Liban un mois après cet attentat. Une commission d'enquête de l'ONU est formée sous la présidence du juge allemand Mehlis. Le rapport de ce dernier ne peut, selon les observateurs, présenter des preuves indiscutables montrant l'implication de la Syrie : deux témoins présentés par la justice libanaise s'avèrent non crédibles. L'année 2005 est l'année la plus difficile pour le régime syrien qui doit désormais rendre compte à la communauté internationale de sa politique libanaise. Enfin, en décembre 2005, le vice-président syrien Abdel Halim Khaddam déclare à la presse ses convictions de l'implication du régime de Damas dans l'assassinat de Rafik Hariri, un régime dont Khaddam a été l'un des piliers durant 40 ans.

#### La guerre civile syrienne (2011-2024)
La guerre civile syrienne — ou révolution syrienne — débute dans le contexte du Printemps arabe par des manifestations majoritairement pacifiques en faveur de la démocratie contre le régime syrien. Réprimé brutalement par le régime, le mouvement de contestation se transforme peu à peu en une rébellion armée.
De nombreux belligérants participent au conflit qui connaît plusieurs phases. La majeure partie des premiers groupes insurgés se structurent autour de l'Armée syrienne libre (ASL), qui est fondée en juillet 2011. L'opposition politique en exil forme quant à elle le Conseil national syrien (CNS) en septembre 2011 puis la Coalition nationale des forces de l'opposition et de la révolution (CNFOR) en novembre 2012. En 2012 et 2013, les rebelles s'emparent de la majeure partie du nord et de l'est de la Syrie, mais le régime de Bachar el-Assad résiste dans le sud et l'ouest du pays. L'opposition obtient des financements et des armes de la part de la Turquie, de l'Arabie saoudite, du Qatar, de la Jordanie, des États-Unis et de la France. Mais l'ASL est progressivement supplantée dans plusieurs régions par des groupes islamistes sunnites ou salafistes, comme Ahrar al-Cham ou Jaych al-Islam, ou encore par des groupes salafistes djihadistes, comme le Front al-Nosra, reconnu en 2013 comme la branche syrienne d'al-Qaïda. Le régime syrien est quant à lui soutenu indéfectiblement par l'Iran, qui lui fournit des financements pour contourner les sanctions internationales et qui dépêche dès le début du conflit des officiers du Corps des Gardiens de la révolution islamique et des dizaines de milices islamistes chiites venues du Liban, d'Irak ou d'Afghanistan, comme le Hezbollah, l'Organisation Badr ou la Division des Fatimides. En 2012 un autre acteur, le Parti de l'union démocratique (PYD), aile syrienne du Parti des travailleurs du Kurdistan (PKK), prend avec sa branche armée, les Unités de protection du peuple (YPG), le contrôle des régions kurdes, au nord de la Syrie.
Le rapport des forces en présence est bouleversé par l'apparition en Syrie de l'organisation salafiste djihadiste État islamique en Irak et au Levant (EIIL) — rebaptisé ensuite État islamique (EI) — qui en 2014 entre en conflit contre tous les autres belligérants, s'empare de l'est de la Syrie, ainsi que du nord-ouest de l'Irak, et proclame la restauration du califat. En septembre 2014, menée par les États-Unis, une coalition internationale formée contre l'État islamique commence à mener des bombardements en Syrie et décide d'appuyer les YPG. Forts du soutien américain, les Kurdes remportent une première victoire à Kobané en janvier 2015, forment en octobre 2015 une alliance avec des groupes arabes qui prend le nom de Forces démocratiques syriennes (FDS), et lancent une campagne contre les djihadistes qui aboutit en octobre 2017 à la chute de Raqqa, la « capitale » syrienne de l'EI. La Turquie intervient également militairement en Syrie : d'abord contre l'État islamique en 2016 et 2017, avant d'attaquer les FDS en 2018 en raison de leurs liens avec le PKK.
De son côté, la Russie entre dans le conflit syrien en septembre 2015 en intervenant militairement pour soutenir le régime syrien. Cette intervention redonne l'avantage au camp loyaliste : l'armée syrienne et ses alliés remportent des victoires décisives à Alep en décembre 2016, à Homs en mai 2017, à Deir ez-Zor en novembre 2017, dans la Ghouta en mai 2018 et à Deraa en juillet 2018.
En se prolongeant dans le temps, le conflit syrien est devenu à la fois une guerre civile, une guerre confessionnelle et une guerre par procuration. Depuis mars 2011, le conflit a fait autour de 500 000 morts d'après les estimations de diverses ONG. Des attaques à l'arme chimique et de nombreux massacres, crimes de guerre et crimes contre l'humanité ont été commis, principalement par le régime syrien et par l'État islamique. Le camp loyaliste syrien est responsable de la grande majorité des victimes civiles de la guerre par ses bombardements aériens massifs et par la répression exercée contre l'opposition, qualifiée de politique d'« extermination » par l'ONU : entre 70 000 et 200 000 personnes ont disparu dans les prisons du régime, au moins 17 000 d'entre elles y ont été torturées à mort et plus de 5 000 à 13 000 autres ont été exécutées par pendaison, principalement dans la prison de Saidnaya.
Cependant, la situation se retourne brusquement fin novembre 2024 lorsque les forces du Hayat Tahrir al-Cham, un groupe islamiste anciennement allié à Al-Qaïda et appuyé par l'Armée nationale syrienne et l'Armée syrienne libre, lancent une offensive depuis l'enclave d'Idlib vers Alep et Hama. Cette offensive, d'une rapidité fulgurante, fait basculer la guerre civile: en moins de deux semaines, Alep, Hama, Homs, Deraa puis la capitale Damas elle-même tombent aux mains des rebelles. Dans le même temps, les forces kurdes prennent le contrôle de Deir-ez-Zor et de Raqqa. Le 8 décembre 2024, Bashar el-Assad démissionne de son poste de président de la République arabe syrienne, c’est donc la chute du régime Assad. Dans la soirée du 8 décembre, le seul lieu d'importance qui échappe aux forces d'opposition est la base russe de Hmeimim : la Syrie baasiste n'existe plus.
La moitié de la population est déplacée pendant le conflit, et cinq à six millions de Syriens ont fui le pays, soit le quart de la population.